# Alte Schanze (Bad Nauheim)
Die Alte Schanze ist eine Schanzenanlage westlich von Bad Nauheim auf dem Eichberg in den Ausläufern des Taunus. Ihre Zeitstellung ist heute unbekannt, aber vermutet wird ein Zusammenhang mit der Schlacht am Johannisberg, einem Folgegefecht des Gefechtes bei Grüningen, die am 30. August 1762 zwischen den mit Preußen verbündeten Truppen unter dem Erbprinzen von Braunschweig und der französischen Armee unter Condé und Soubise tobte und mit einem Sieg der Franzosen endete.
Ursprünglich wurde demgegenüber angenommen, dass hier ein römischer Holzturm stand.
Die Schanze an sich hat bei runder Form einen Durchmesser von etwa 20 Metern. Der Wall ist etwa 1,0 Meter hoch. Ein kleiner Graben ist dem Wall vorgelagert. Im Norden flacht der Wall etwas ab, was vermuten lässt, dass sich hier der Eingang befand.

## Denkmalschutz
Der Bereich der Schanze ist ein Bodendenkmal nach dem Hessischen Denkmalschutzgesetz. Nachforschungen und gezieltes Sammeln von Funden sind genehmigungspflichtig, Zufallsfunde an die Denkmalbehörden zu melden.